# Barcelona Open

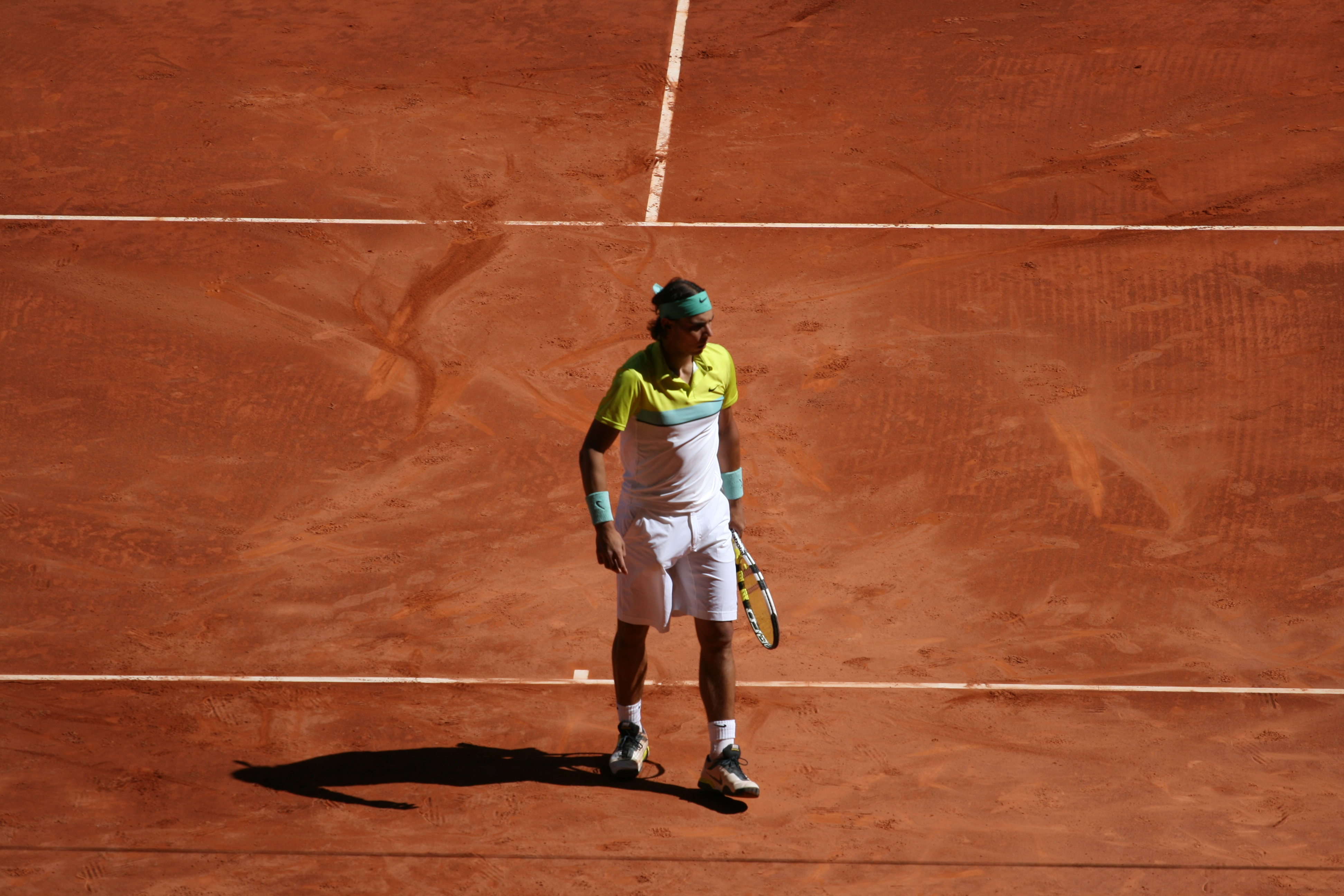
Rafael Nadal, dwunastokrotny mistrz rozgrywek

Barcelona Open – męski turniej tenisowy kategorii ATP Tour 500 zaliczany do cyklu ATP Tour. Rozgrywany na kortach ceglanych w hiszpańskiej Barcelonie od 1953 roku.

## Mecze finałowe

### Gra pojedyncza
| Rok  | Zwycięzca                                    | Finalista                                    | Wynik                                        |
| 2025 | Holger Rune                                  | Carlos Alcaraz                               | 7:6(6), 6:2                                  |
| 2024 | Casper Ruud                                  | Stefanos Tsitsipas                           | 7:5, 6:3                                     |
| 2023 | Carlos Alcaraz                               | Stefanos Tsitsipas                           | 6:3, 6:4                                     |
| 2022 | Carlos Alcaraz                               | Pablo Carreño-Busta                          | 6:3, 6:2                                     |
| 2021 | Rafael Nadal                                 | Stefanos Tsitsipas                           | 6:4, 6:7(6), 7:5                             |
| 2020 | Turniej anulowano z powodu pandemii COVID-19 | Turniej anulowano z powodu pandemii COVID-19 | Turniej anulowano z powodu pandemii COVID-19 |
| 2019 | Dominic Thiem                                | Daniił Miedwiediew                           | 6:4, 6:0                                     |
| 2018 | Rafael Nadal                                 | Stefanos Tsitsipas                           | 6:2, 6:1                                     |
| 2017 | Rafael Nadal                                 | Dominic Thiem                                | 6:4, 6:1                                     |
| 2016 | Rafael Nadal                                 | Kei Nishikori                                | 6:4, 7:5                                     |
| 2015 | Kei Nishikori                                | Pablo Andújar                                | 6:4, 6:4                                     |
| 2014 | Kei Nishikori                                | Santiago Giraldo                             | 6:2, 6:2                                     |
| 2013 | Rafael Nadal                                 | Nicolás Almagro                              | 6:4, 6:3                                     |
| 2012 | Rafael Nadal                                 | David Ferrer                                 | 7:6(1), 7:5                                  |
| 2011 | Rafael Nadal                                 | David Ferrer                                 | 6:2, 6:4                                     |
| 2010 | Fernando Verdasco                            | Robin Söderling                              | 6:3, 4:6, 6:3                                |
| 2009 | Rafael Nadal                                 | David Ferrer                                 | 6:2, 7:5                                     |
| 2008 | Rafael Nadal                                 | David Ferrer                                 | 6:1, 4:6, 6:1                                |
| 2007 | Rafael Nadal                                 | Guillermo Cañas                              | 6:4, 6:3                                     |
| 2006 | Rafael Nadal                                 | Tommy Robredo                                | 6:4, 6:4, 6:0                                |
| 2005 | Rafael Nadal                                 | Juan Carlos Ferrero                          | 6:1, 7:6(4), 6:3                             |
| 2004 | Tommy Robredo                                | Gastón Gaudio                                | 6:3, 4:6, 6:2, 3:6, 6:3                      |
| 2003 | Carlos Moyá                                  | Marat Safin                                  | 5:7, 6:2, 6:2, 3:0 krecz                     |
| 2002 | Gastón Gaudio                                | Albert Costa                                 | 6:4, 6:0, 6:2                                |
| 2001 | Juan Carlos Ferrero                          | Carlos Moyá                                  | 4:6, 7:5, 6:3, 3:6, 7:5                      |
| 2000 | Marat Safin                                  | Juan Carlos Ferrero                          | 6:3, 6:3, 6:4                                |
| 1999 | Félix Mantilla                               | Karim al-Alami                               | 7:6(2), 6:3, 6:3                             |
| 1998 | Todd Martin                                  | Alberto Berasategui                          | 6:2, 1:6, 6:3, 6:2                           |
| 1997 | Albert Costa                                 | Albert Portas                                | 7:5, 6:4, 6:4                                |
| 1996 | Thomas Muster                                | Marcelo Ríos                                 | 6:3, 4:6, 7:6(5)                             |
| 1995 | Thomas Muster                                | Magnus Larsson                               | 6:2, 6:1, 6:4                                |
| 1994 | Richard Krajicek                             | Carlos Costa                                 | 6:4, 7:6, 6:2                                |
| 1993 | Andrij Medwediew                             | Sergi Bruguera                               | 6:7, 6:3, 7:5, 6:4                           |
| 1992 | Carlos Costa                                 | Magnus Gustafsson                            | 6:4, 7:6, 6:4                                |
| 1991 | Emilio Sánchez                               | Sergi Bruguera                               | 6:4, 7:6, 6:2                                |
| 1990 | Andrés Gómez                                 | Guillermo Pérez Roldán                       | 6:0, 7:6, 3:6, 0:6, 6:2                      |
| 1989 | Andrés Gómez                                 | Horst Skoff                                  | 6:4, 6:4, 6:2                                |
| 1988 | Kent Carlsson                                | Thomas Muster                                | 6;3, 6:3, 3:6, 6:1                           |
| 1987 | Martín Jaite                                 | Mats Wilander                                | 7:6, 6:4, 4:6, 0:6, 6:4                      |
| 1986 | Kent Carlsson                                | Andreas Maurer                               | 6:2, 6:2, 6:0                                |
| 1985 | Thierry Tulasne                              | Mats Wilander                                | 0:6, 6:2, 3:6, 6:4, 6:0                      |
| 1984 | Mats Wilander                                | Joakim Nyström                               | 7:6, 6:4, 0:6, 6:2                           |
| 1983 | Mats Wilander                                | Guillermo Vilas                              | 6:0, 6:3, 6:1                                |
| 1982 | Mats Wilander                                | Guillermo Vilas                              | 6:3, 6:4, 6:3                                |
| 1981 | Ivan Lendl                                   | Guillermo Vilas                              | 6:0, 6:3, 6:0                                |
| 1980 | Ivan Lendl                                   | Guillermo Vilas                              | 6:4, 5:7, 6:4, 4:6, 6:1                      |
| 1979 | Hans Gildemeister                            | Eddie Dibbs                                  | 6:4, 6:3, 6:1                                |
| 1978 | Balázs Taróczy                               | Ilie Năstase                                 | 1:6, 7:5, 4:6, 6:3, 6:4                      |
| 1977 | Björn Borg                                   | Manuel Orantes                               | 6:2, 7:5, 6:2                                |
| 1976 | Manuel Orantes                               | Eddie Dibbs                                  | 6:1, 2:6, 2:6, 7:5, 6:4                      |
| 1975 | Björn Borg                                   | Adriano Panatta                              | 1:6, 7:6, 6:3, 6:2                           |
| 1974 | Ilie Năstase                                 | Manuel Orantes                               | 8:6, 9:7, 6:3                                |
| 1973 | Ilie Năstase                                 | Manuel Orantes                               | 2:6, 6:1, 8:6, 6:4                           |
| 1972 | Jan Kodeš                                    | Manuel Orantes                               | 6:3, 6:2, 6:4                                |
| 1971 | Manuel Orantes                               | Bob Lutz                                     | 6:4, 6:3, 6:4                                |
| 1970 | Manuel Santana                               | Rod Laver                                    | 6:4, 6:3, 6:4                                |

### Gra podwójna
| Rok  | Zwycięzcy                                    | Finaliści                                    | Wynik                                        |
| 2025 | Sander Arends Luke Johnson                   | Joe Salisbury Neal Skupski                   | 6:3, 6:7(1), 10–6                            |
| 2024 | Máximo González Andrés Molteni               | Hugo Nys Jan Zieliński                       | 4:6, 6:4, 11–9                               |
| 2023 | Máximo González Andrés Molteni               | Wesley Koolhof Neal Skupski                  | 6:3, 6:7(8), 10–4                            |
| 2022 | Kevin Krawietz Andreas Mies                  | Wesley Koolhof Neal Skupski                  | 6:7(3), 7:6(5), 10–6                         |
| 2021 | Juan Sebastián Cabal Robert Farah            | Kevin Krawietz Horia Tecău                   | 6:4, 6:2                                     |
| 2020 | Turniej anulowano z powodu pandemii COVID-19 | Turniej anulowano z powodu pandemii COVID-19 | Turniej anulowano z powodu pandemii COVID-19 |
| 2019 | Juan Sebastián Cabal Robert Farah            | Jamie Murray Bruno Soares                    | 6:4, 7:6(4)                                  |
| 2018 | Feliciano López Marc López                   | Aisam-ul-Haq Qureshi Jean-Julien Rojer       | 7:6(5), 6:4                                  |
| 2017 | Florin Mergea Aisam-ul-Haq Qureshi           | Philipp Petzschner Alexander Peya            | 6:4, 6:3                                     |
| 2016 | Bob Bryan Mike Bryan                         | Pablo Cuevas Marcel Granollers               | 7:5, 7:5                                     |
| 2015 | Marin Draganja Henri Kontinen                | Jamie Murray John Peers                      | 6:3, 6:7(6), 11–9                            |
| 2014 | Jesse Huta Galung Stéphane Robert            | Daniel Nestor Nenad Zimonjić                 | 6:3, 6:3                                     |
| 2013 | Alexander Peya Bruno Soares                  | Robert Lindstedt Daniel Nestor               | 5:7, 7:6(7), 10–4                            |
| 2012 | Mariusz Fyrstenberg Marcin Matkowski         | Marcel Granollers Marc López                 | 2:6, 7:6(7), 10–8                            |
| 2011 | Santiago González Scott Lipsky               | Bob Bryan Mike Bryan                         | 5:7, 6:2, 12–10                              |
| 2010 | Daniel Nestor Nenad Zimonjić                 | Lleyton Hewitt Mark Knowles                  | 4:6, 6:3, 10–6                               |
| 2009 | Daniel Nestor Nenad Zimonjić                 | Mahesh Bhupathi Mark Knowles                 | 6:3, 7:6(9)                                  |
| 2008 | Bob Bryan Mike Bryan                         | Mariusz Fyrstenberg Marcin Matkowski         | 6:3, 6:2                                     |
| 2007 | Andrei Pavel Alexander Waske                 | Rafael Nadal Bartolomé Salvá-Vidal           | 6:3, 7:6(1)                                  |
| 2006 | Mark Knowles Daniel Nestor                   | Mariusz Fyrstenberg Marcin Matkowski         | 6:2, 6:7(4), 10–5                            |
| 2005 | Leander Paes Nenad Zimonjić                  | Feliciano López Rafael Nadal                 | 6:3, 6:3                                     |
| 2004 | Mark Knowles Daniel Nestor                   | Mariano Hood Sebastián Prieto                | 4:6, 6:3, 6:4                                |
| 2003 | Bob Bryan Mike Bryan                         | Chris Haggard Robbie Koenig                  | 6:4, 6:3                                     |
| 2002 | Michael Hill Daniel Vacek                    | Lucas Arnold Ker Gastón Etlis                | 6:4, 6:4                                     |
| 2001 | Donald Johnson Jared Palmer                  | Tommy Robredo Fernando Vicente               | 7:6(2), 6:4                                  |
| 2000 | Nicklas Kulti Mikael Tillström               | Paul Haarhuis Sandon Stolle                  | 6:2, 6:7(2), 7:6(5)                          |
| 1999 | Paul Haarhuis Jewgienij Kafielnikow          | Massimo Bertolini Cristian Brandi            | 7:5, 6:3                                     |
| 1998 | Jacco Eltingh Paul Haarhuis                  | Ellis Ferreira Rick Leach                    | 7:5, 6:0                                     |
| 1997 | Alberto Berasategui Jordi Burillo            | Pablo Albano Àlex Corretja                   | 6:3, 7:5                                     |
| 1996 | Luis Lobo Javier Sánchez                     | Neil Broad Piet Norval                       | 6:1, 6:3                                     |
| 1995 | Trevor Kronemann David Macpherson            | Goran Ivanišević Andrea Gaudenzi             | 6:2, 6:4                                     |
| 1994 | Jewgienij Kafielnikow David Rikl             | Jim Courier Javier Sánchez                   | 5:7, 6:1, 6:4                                |
| 1993 | Shelby Cannon Scott Melville                 | Sergio Casal Emilio Sánchez                  | 7:6, 6:1                                     |
| 1992 | Andrés Gómez Javier Sánchez                  | Ivan Lendl Karel Nováček                     | 6:4, 6:4                                     |
| 1991 | Horacio de la Peña Diego Nargiso             | Boris Becker Eric Jelen                      | 3:6, 7:6, 6:4                                |
| 1990 | Andrés Gómez Javier Sánchez                  | Sergio Casal Emilio Sánchez                  | 7:6, 7:5                                     |